# پاک کن/به عقب برگردان
«پاک کن/به عقب برگردان» (به انگلیسی: Erase/Rewind) ترانه‌ای است از نینا پرشون و پیتر سونسون که برای چهارمین آلبوم گروه‌شان کاردیگنز به‌نام گرَن توریزمو (۱۹۹۸) نوشتند. ترانه از زبان زنی روایت می‌شود که وضعیت رابطه‌اش را وارسی می‌کند و در نهایت تصمیم می‌گیرد که عشق ورزیدن به معشوقش را متوقف کند.
این قطعه در ژانویهٔ ۱۹۹۹ در قالب دومین تک‌آهنگ آن آلبوم منتشر شد و در سراسر جهان به یک موفقیت بزرگ تبدیل شد. «پاک کن/به عقب برگردان» در چارت‌های موسیقی مجارستان، ایسلند، ایتالیا و بریتانیا به جمع ۱۰ تک‌آهنگ پرفروش راه پیدا کرد.

## موقعیت در چارت‌های موسیقی
| چارت (۱۹۹۹)                    | بالاترین جایگاه |
| ------------------------------ | --------------- |
| دانمارک (آی‌اف‌پی‌آی)             | ۱۷              |
| اروپا (یوروچارت هات ۱۰۰)       | ۲۳              |
| فرانسه (اس‌ان‌ئی‌پی)              | ۶۰              |
| آلمان (جدول‌های رسمی آلمان)     | ۷۱              |
| یونان (آی‌اف‌پی‌آی)               | ۱۰              |
| مجارستان (Mahasz)              | ۹               |
| ایسلند (ایسلنسکی لیستین)       | ۳               |
| ایرلند (ایرما)                 | ۱۶              |
| ایتالیا (موزیکا ا دیسکی)       | ۷               |
| هلند (۱۰۰ تک‌آهنگ برتر)         | ۶۲              |
| نیوزیلند (ریکوردد میوزیک ان‌زد) | ۳۶              |
| نروژ (وی‌جی-لیستا)              | ۱۴              |
| اسکاتلند (اوسی‌سی)              | ۱۰              |
| سوئد (فهرست برترین‌های سوئد)    | ۱۲              |
| سوئیس (شوایزر هیت‌پاراد)        | ۳۹              |
| تک‌آهنگ‌های بریتانیا (اوسی‌سی)    | ۷               |